# Ordre des blessés
L'ordre des blessés est une distinction syrienne attribuée aux personnels civils et militaires blessés lors d'un service pour l'État. Il fut créé le 4 juillet 1953 et ne comporte qu'une seule classe.

## Sources